# Драбовский, Анатолий Григорьевич
Анатолий Григорьевич Драбовский (укр. Анатолій Григорович Драбовський; род. 1 августа 1958, Винница Винницкой области Украинской ССР) — украинский экономист и политический деятель, ректор Винницкого кооперативного института, депутат Верховной рады Украины IX созыва (с 2019) от партии «Слуга народа».

## Биография
Родился 1 августа 1958 года в Виннице.
Окончил Киевский торгово-экономический институт по специальности «экономика торговли».
В 1998 году стал заместителем директора Винницкого кооперативного техникума по учебной работе, спустя 8 месяцев возглавил техникум. В 2009 году избран вице-президентом Винницкой областной федерации тяжелой атлетики.
В 2002 и 2010 годах был кандидатом в депутаты Винницкого городского совета.
На досрочных парламентских выборах 2019 года избран народным депутатом Верховной рады Украины IX созыва по избирательному округу № 12 (г. Винница, Винницкий район) Винницкой области от партии «Слуга народа» среди 15 кандидатов, получив 33,32% голосов.
17 ноября 2020 года на заседании Рады Драбовский при просмотре в собственном телефоне видео файлов эротического характера попал в кадр журналисту Алексею Липовецкому, чем спровоцировал новый скандал в партии Слуга народа .
7 декабря 2020 года включён в список украинских физических лиц, против которых российским правительством введены санкции.

## Награды
- Заслуженный работник образования Украины (2009)[6]